# José María Sánchez Silva (militar)
José María Sánchez Silva (1951) es un militar español perteneciente al Cuerpo Jurídico Militar. A partir del año 2000 recibió cierta atención mediática cuando, siendo teniente coronel, manifestó públicamente su homosexualidad.
Tras un periodo en que protagonizó denuncias y reivindicaciones contra la discriminación de los homosexuales (por ejemplo, al ser señalados como grupo de riesgo a efectos de donaciones de sangre), acabó abandonando el servicio activo en el Ejército, al sentirse relegado profesionalmente. Sus palabras entonces fueron: "Tras declararme gay aguanté años de ostracismo. Abandoné".